# Danh sách cầu thủ tham dự Giải vô địch bóng đá U-23 Đông Nam Á 2023
Dưới đây là các đội hình cho Giải vô địch bóng đá U-23 Đông Nam Á 2023, diễn ra từ ngày 17 đến ngày 26 tháng 8 năm 2023.
Mười đội tuyển quốc gia thuộc Liên đoàn bóng đá ASEAN (AFF) tham gia giải đấu này phải đăng ký một đội có tối đa 23 cầu thủ, trong đó có ba thủ môn. Chỉ những cầu thủ trong danh sách đội dưới đây mới được phép tham gia giải đấu.

## Bảng A

### Thái Lan
Huấn luyện viên: Issara Sritaro
| Số | VT | Cầu thủ                         | Ngày sinh (tuổi)  | Trận | Bàn | Câu lạc bộ           |
| -- | -- | ------------------------------- | ----------------- | ---- | --- | -------------------- |
| 1  | TM | Thirawut Sruanson               | 10 tháng 11, 2001 |      |     | Kasetsart            |
| 2  | TV | Suksan Bunta                    | 5 tháng 5, 2002   |      |     | Chonburi             |
| 3  | HV | Thanison Paibulkijcharoen       | 19 tháng 2, 2002  |      |     | Chiangmai United     |
| 4  | HV | Chonnapat Buaphan               | 22 tháng 3, 2004  |      |     | BG Pathum United     |
| 5  | HV | Songchai Thongcham (đội trưởng) | 9 tháng 6, 2001   |      |     | Chonburi             |
| 6  | HV | Kittichai Yaidee                | 9 tháng 2, 2002   |      |     | Samut Prakan City    |
| 7  | TV | Phanthamit Praphanth            | 12 tháng 9, 2003  |      |     | PT Prachuap          |
| 8  | TĐ | Yotsakorn Burapha               | 8 tháng 6, 2005   |      |     | Chonburi             |
| 9  | TĐ | Pattara Soimalai                | 27 tháng 8, 2001  |      |     | Chiangmai United     |
| 10 | TĐ | Phodchara Chainarong            | 28 tháng 3, 2001  |      |     | Nakhon Pathom United |
| 11 | TĐ | Netithorn Kaewcharoen           | 31 tháng 7, 2001  |      |     | Chiangrai United     |
| 12 | HV | Apisit Saenseekammuan           | 11 tháng 10, 2002 |      |     | Nongbua Pitchaya     |
| 13 | HV | Chiraphong Raksongkham          | 9 tháng 6, 2001   |      |     | Trat                 |
| 14 | TV | Thakdanai Jaihan                | 12 tháng 1, 2002  |      |     | Chiangrai United     |
| 15 | HV | Warinthon Jamnongwat            | 6 tháng 4, 2002   |      |     | Chainat Hornbill     |
| 16 | HV | Kritsada Nontharat              | 16 tháng 2, 2001  |      |     | Bangkok United       |
| 17 | TĐ | Chukid Wanpraphao               | 2 tháng 7, 2001   |      |     | Ayutthaya United     |
| 18 | TV | Natcha Promsomboon              | 8 tháng 2, 2001   |      |     | Ayutthaya United     |
| 19 | TĐ | Varintorn Watcharapringam       | 18 tháng 1, 2003  |      |     | Chiangrai United     |
| 20 | TM | Siriwat Ingkaew                 | 11 tháng 1, 2001  |      |     | Phrae United         |
| 21 | TV | Nathaphop Kaewklang             | 14 tháng 9, 2001  |      |     | Chainat Hornbill     |
| 22 | HV | Kasidit Kalasin                 | 2 tháng 7, 2004   |      |     | Chonburi             |
| 23 | TM | Sakpon Nichakam                 |                   |      |     | Chamchuri United     |

### Campuchia
Huấn luyện viên:  Félix Dalmás

### Myanmar
Huấn luyện viên:  Michael Feichtenbeiner
| Số | VT | Cầu thủ             | Ngày sinh (tuổi)  | Trận | Bàn | Câu lạc bộ       |
| -- | -- | ------------------- | ----------------- | ---- | --- | ---------------- |
| 1  | TM | Pyae Phyo Thu       | 11 tháng 10, 2002 | 15   | 0   | Yadanarbon       |
| 2  | HV | Nyan Lin Htet       | 10 tháng 1, 2002  | 5    | 0   | Yangon United    |
| 3  | HV | Thet Hein Soe       | 29 tháng 9, 2001  | 20   | 5   | Yadanarbon       |
| 4  | HV | Latt Wai Phone      | 4 tháng 5, 2005   | 8    | 0   | Shan United      |
| 5  | HV | Min Khant           |                   | 0    | 0   | Rakhine United   |
| 6  | TV | Arkar Kyaw          | 7 tháng 2, 2003   | 5    | 0   | Mahar United     |
| 7  | TĐ | Chit Aye            | 17 tháng 1, 2003  | 2    | 0   | Yadanarbon       |
| 8  | TV | Soe Min Oo          | 1 tháng 5, 2002   | 0    | 0   | Myawady          |
| 9  | TĐ | Swan Htet           | 12 tháng 4, 2005  | 4    | 0   | Yadanarbon       |
| 10 | TV | Moe Swe             | 31 tháng 5, 2003  | 0    | 0   | Yadanarbon       |
| 11 | TĐ | Khun Kyaw Zin Hein  | 15 tháng 7, 2002  | 0    | 0   | Ayeyawady United |
| 12 | HV | Shin Thant Aung     | 31 tháng 5, 2002  | 1    | 0   | Hanthawaddy      |
| 13 | HV | Moe Swe Aung        |                   | 0    | 0   | ISPE             |
| 14 | TĐ | Than Toe Aung       | 13 tháng 7, 2003  | 0    | 0   | GFA              |
| 15 | TV | Aung Myo Khant      | 16 tháng 5, 2001  | 4    | 1   | Yadanarbon       |
| 16 | HV | Lan San Aung        | 15 tháng 1, 2003  |      |     | ISPE             |
| 17 | TV | Min Maw Oo          |                   | 0    | 0   | Thitsar Arman    |
| 18 | TM | Hein Htet Soe       | 21 tháng 6, 2003  | 0    | 0   | Ayeyawady        |
| 19 | HV | Naung Naung Soe     | 10 tháng 10, 2002 | 3    | 0   | Yadanarbon       |
| 20 | TV | Peter Aung Wai Htoo | 5 tháng 4, 2001   | 0    | 0   | Ayeyawady        |
| 21 | HV | Htoo Myat Khant     | 23 tháng 3, 2005  | 5    | 0   | Kachin United    |
| 22 | TV | Than Toe Aung       |                   | 0    | 0   | Kachin United    |
| 23 | TM | Nay Lin Htet        | 13 tháng 4, 2002  | 0    | 0   | Mahar United     |

### Brunei
Huấn luyện viên:  Atsushi Hanita
| Số | VT | Cầu thủ                             | Ngày sinh (tuổi)  | Trận | Bàn | Câu lạc bộ  |
| -- | -- | ----------------------------------- | ----------------- | ---- | --- | ----------- |
| 1  | TM | Khairul Hisyam Norihwan             | 7 tháng 8, 2004   | 0    | 0   | DPMM U20    |
| 2  | HV | Khoirunnaas Khalid                  | 1 tháng 7, 2001   | 1    | 0   | Ar Rawda FC |
| 3  | TV | Azhari Danial Yusra                 |                   | 1    | 0   | Indera SC   |
| 4  | TV | Abdul Hafiy Herman                  | 6 tháng 2, 2005   | 0    | 0   | Kasuka FC   |
| 5  | HV | Wafiq Danish Hasimulabdillah        | 13 tháng 1, 2005  | 2    | 0   | Kasuka FC   |
| 6  | TV | Syafiq Safiuddin Abdul Shariff      | 16 tháng 7, 2002  | 5    | 0   | Indera SC   |
| 7  | TV | Ali Munawwar Abdul Rahman           | 30 tháng 6, 2004  | 2    | 0   | MS ABDB     |
| 8  | TV | Khairan Zikry Zulkhairi             |                   | 1    | 0   | KB FC       |
| 9  | TV | Haziq Naqiuddin Syamra              | 25 tháng 5, 2004  | 2    | 0   | Kota Ranger |
| 10 | TĐ | Qusyairi Haiqal Arabimulfhasal      |                   | 1    | 0   | IKLS-MB5    |
| 11 | TĐ | Bazli Aminuddin                     | 24 tháng 6, 2003  | 2    | 0   | Kasuka FC   |
| 12 | TV | Rozandy Anak Bujang                 | 28 tháng 11, 2001 | 1    | 0   | MS PPDB     |
| 13 | HV | Amirul Aizad Zaidi                  | 29 tháng 7, 2002  | 3    | 0   | Indera SC   |
| 14 | HV | Hirman Abdul Latip                  | 25 tháng 3, 2003  | 1    | 0   | Indera SC   |
| 15 | TV | Imam Mahdi Suhaimi                  | 9 tháng 7, 2002   | 0    | 0   | Kota Ranger |
| 16 | HV | Abdul Wafiy Yazid Sudirman          |                   | 2    | 0   | MS ABDB     |
| 17 | TV | Hadif Aiman Adanan                  | 19 tháng 10, 2001 | 1    | 0   | MS ABDB     |
| 18 | HV | Abdul Basith Murtadha Billah Hussin |                   | 1    | 0   | Indera SC   |
| 19 | TM | Riyan Aiman Jali                    | 9 tháng 1, 2003   | 0    | 0   | Kota Ranger |
| 21 | HV | Nazhan Zulkifle (đội trưởng)        | 17 tháng 1, 2001  | 2    | 0   | Kasuka FC   |
| 20 | TM | Jefri Syafiq Ishak                  | 21 tháng 5, 2002  | 2    | 0   | KB FC       |
| 22 | TĐ | Syaherrul Affendy Syahmirul Nizam   | 13 tháng 1, 2004  | 5    | 0   | IKLS-MB5    |
| 23 | TV | Nazry Aiman Azaman                  | 1 tháng 7, 2004   | 5    | 0   | MS ABDB     |

## Bảng B

### Đông Timor
Huấn luyện viên:  Park Tae-su

### Malaysia
Huấn luyện viên: E. Elavarasan
| 0#0 | Vị trí | Cầu thủ                   | Ngày sinh và tuổi | Câu lạc bộ         |
| --- | ------ | ------------------------- | ----------------- | ------------------ |
| 1   | TM     | Syahmi Adib               | 30 tháng 3, 2003  | Selangor           |
| 2   | HV     | Hariz Mansor              | 2 tháng 1, 2002   | Kedah Darul Aman   |
| 3   | HV     | Ubaidullah Shamsul Fazili | 30 tháng 11, 2003 | Terengganu         |
| 4   | HV     | Rakesh Munusamy           |                   | Kelantan           |
| 5   | HV     | Nik Umar Nik Aziz         | 15 tháng 6, 2001  | Perak              |
| 6   | TV     | Haziq Kutty               | 28 tháng 9, 2004  | Penang             |
| 7   | TĐ     | Najmudin Akmal            | 11 tháng 1, 2003  | Johor Darul Ta'zim |
| 8   | TĐ     | Muslihuddin Atiq          | 20 tháng 7, 2002  | Terengganu         |
| 9   | TV     | Alif Ikmalrizal           |                   | Penang             |
| 10  | TV     | Iswan Yuslan              | 10 tháng 2, 2004  | Selangor           |
| 11  | TV     | Saiful Jamaluddin         | 28 tháng 5, 2002  | Sri Pahang         |
| 12  | TV     | Nadzwin Salleh            | 23 tháng 11, 2001 | Kuala Lumpur City  |
| 13  | TV     | Umar Hakeem               | 26 tháng 8, 2002  | Johor Darul Ta'zim |
| 14  | HV     | V. Ruventhiran            | 24 tháng 8, 2001  | Selangor           |
| 15  | TV     | Fergus Tierney            | 19 tháng 3, 2003  | Johor Darul Ta'zim |
| 16  | TM     | Azim Al-Amin              | 20 tháng 9, 2001  | Kuala Lumpur City  |
| 17  | TV     | Syahir Bashah             | 16 tháng 9, 2001  | Selangor           |
| 18  | HV     | Muhammad Abu Khalil       | 11 tháng 4, 2005  | Selangor           |
| 19  | TV     | Hazim Abu Zaid            | 17 tháng 1, 2001  | Immigration        |
| 20  | TĐ     | Aiman Afif                | 18 tháng 2, 2001  | Kedah Darul Aman   |
| 21  | TĐ     | Harith Akif               |                   | Kelantan           |
| 22  | TV     | Firdaus Hasnoddin         |                   | Kelantan           |
| 23  | TM     | Rahadiazli Rahalim        | 29 tháng 5, 2001  | Terengganu         |

### Indonesia
Huấn luyện viên:  Shin Tae-yong
| 0#0 | Vị trí | Cầu thủ             | Ngày sinh và tuổi           | Câu lạc bộ         |
| --- | ------ | ------------------- | --------------------------- | ------------------ |
| 1   | TM     | Nuri Agus           | 6 tháng 8, 2001 (22 tuổi)   | Bekasi City        |
| 2   | HV     | Bagas Kaffa         | 16 tháng 1, 2002 (21 tuổi)  | Barito Putera      |
| 3   | HV     | Frengky Missa       | 20 tháng 2, 2004 (19 tuổi)  | Persikabo 1973     |
| 5   | TV     | Kanu Helmiawan      | 27 tháng 4, 2001 (22 tuổi)  | Persis Solo        |
| 6   | TV     | Robi Darwis         | 22 tháng 8, 2003 (19 tuổi)  | Persib Bandung     |
| 7   | TV     | Beckham Putra       | 29 tháng 10, 2001 (21 tuổi) | Persib Bandung     |
| 8   | TV     | Arkhan Fikri        | 28 tháng 12, 2004 (18 tuổi) | Arema              |
| 9   | TĐ     | Ramadhan Sananta    | 27 tháng 11, 2002 (20 tuổi) | Persis Solo        |
| 10  | TĐ     | Muhammad Ragil      | 8 tháng 5, 2005 (18 tuổi)   | Bhayangkara        |
| 11  | TĐ     | Kelly Sroyer        | 11 tháng 12, 2002 (20 tuổi) | Persik Kediri      |
| 12  | TĐ     | Abdul Rahman        | 1 tháng 8, 2002 (21 tuổi)   | RANS Nusantara     |
| 13  | HV     | Kadek Arel          | 4 tháng 4, 2005 (18 tuổi)   | Bali United        |
| 14  | TV     | Salim Tuharea       | 30 tháng 11, 2003 (19 tuổi) | Madura United      |
| 15  | HV     | Haykal Alhafiz      | 24 tháng 3, 2001 (22 tuổi)  | PSIS Semarang      |
| 16  | HV     | Muhammad Ferarri    | 21 tháng 6, 2003 (20 tuổi)  | Persija Jakarta    |
| 17  | TĐ     | Irfan Jauhari       | 31 tháng 1, 2001 (22 tuổi)  | Persis Solo        |
| 19  | HV     | Alfeandra Dewangga  | 28 tháng 6, 2001 (22 tuổi)  | PSIS Semarang      |
| 20  | TV     | Esal Sahrul         | 14 tháng 3, 2002 (21 tuổi)  | Persita Tangerang  |
| 21  | TM     | Ernando Ari         | 27 tháng 2, 2002 (21 tuổi)  | Persebaya Surabaya |
| 22  | TM     | Daffa Fasya         | 7 tháng 5, 2004 (19 tuổi)   | Borneo Samarinda   |
| 23  | TV     | Rifky Dwi Septiawan | 3 tháng 2, 2002 (21 tuổi)   | Persita Tangerang  |

## Bảng C

### Việt Nam
Huấn luyện viên: Hoàng Anh Tuấn
Đội hình cuối cùng được công bố vào ngày 19 tháng 8 năm 2023.
| 0#0 | Vị trí | Cầu thủ                     | Ngày sinh và tuổi | Câu lạc bộ         |
| --- | ------ | --------------------------- | ----------------- | ------------------ |
| 1   | TM     | Quan Văn Chuẩn (đội trưởng) | 7 tháng 1, 2001   | Hà Nội             |
| 2   | HV     | Nguyễn Mạnh Hưng            | 8 tháng 8, 2005   | Viettel            |
| 3   | HV     | Lương Duy Cương             | 7 tháng 11, 2001  | SHB Đà Nẵng        |
| 4   | HV     | Nguyễn Ngọc Thắng           | 2 tháng 8, 2002   | Hồng Lĩnh Hà Tĩnh  |
| 5   | HV     | Lê Nguyên Hoàng             | 14 tháng 2, 2005  | Sông Lam Nghệ An   |
| 6   | TV     | Trần Nam Hải                | 5 tháng 2, 2004   | Sông Lam Nghệ An   |
| 7   | TV     | Nguyễn Văn Trường           | 10 tháng 9, 2003  | Hà Nội             |
| 8   | TV     | Nguyễn Đức Việt             | 1 tháng 1, 2004   | Hoàng Anh Gia Lai  |
| 9   | TV     | Đinh Xuân Tiến              | 10 tháng 1, 2003  | Sông Lam Nghệ An   |
| 10  | TV     | Khuất Văn Khang             | 11 tháng 5, 2003  | Viettel            |
| 11  | TĐ     | Bùi Vĩ Hào                  | 24 tháng 2, 2003  | Becamex Bình Dương |
| 12  | TĐ     | Lê Đình Long Vũ             | 27 tháng 5, 2006  | Sông Lam Nghệ An   |
| 13  | TV     | Nguyễn Đăng Dương           | 7 tháng 9, 2005   | Viettel            |
| 14  | TĐ     | Nguyễn Quốc Việt            | 4 tháng 5, 2003   | Hoàng Anh Gia Lai  |
| 15  | TĐ     | Nguyễn Minh Quang           | 3 tháng 2, 2001   | Bình Thuận         |
| 16  | TV     | Võ Hoàng Minh Khoa          | 12 tháng 3, 2001  | Becamex Bình Dương |
| 17  | TĐ     | Nguyễn Hữu Tuấn             | 12 tháng 3, 2005  | Viettel            |
| 18  | TV     | Thái Bá Đạt                 | 23 tháng 3, 2005  | PVF                |
| 19  | TV     | Nguyễn Phi Hoàng            | 27 tháng 3, 2003  | SHB Đà Nẵng        |
| 20  | HV     | Nguyễn Hồng Phúc            | 31 tháng 5, 2003  | Hòa Bình           |
| 21  | TM     | Nguyễn Văn Việt             | 12 tháng 7, 2002  | Sông Lam Nghệ An   |
| 22  | TĐ     | Phạm Đình Duy               | 2 tháng 4, 2002   | SHB Đà Nẵng        |
| 23  | TM     | Trần Trung Kiên             | 9 tháng 2, 2003   | Hoàng Anh Gia Lai  |

### Philippines
Huấn luyện viên: Christopher Pedimonte
Đội hình cuối cùng được công bố vào ngày 16 tháng 8 năm 2023.
| Số | VT | Cầu thủ              | Ngày sinh (tuổi)  | Trận | Bàn | Câu lạc bộ                 |
| -- | -- | -------------------- | ----------------- | ---- | --- | -------------------------- |
|    | TM | Iñigo Castro         | 2 tháng 7, 2006   | 0    | 0   | Pilipinas Dragons          |
|    | TM | Dimitrios Makapagkal | 13 tháng 2, 2004  | 0    | 0   | Azkals Development Academy |
|    | TM | Enrico Mangaoang     | 28 tháng 5, 2002  | 1    | 0   | CF Manila                  |
|    |    |                      |                   |      |     |                            |
|    | HV | Kamil Amirul         | 6 tháng 2, 2004   | 2    | 0   | Azkals Development Academy |
|    | HV | Jian Caraig          | 6 tháng 8, 2005   | 0    | 0   | Pilipinas Dragons          |
|    | HV | Yrick Gallantes      | 14 tháng 1, 2001  | 14   | 0   | Azkals Development Academy |
|    | HV | John Lucero          | 1 tháng 12, 2003  | 1    | 0   | Worthing                   |
|    | HV | Joshua Meriño        | 11 tháng 2, 2005  | 0    | 0   | Pilipinas Dragons          |
|    | HV | Jaime Rosquillo      | 10 tháng 3, 2003  | 7    | 0   | Dynamic Herb Cebu          |
|    | HV | Caleb Santos         | 4 tháng 10, 2005  | 0    | 0   | Pilipinas Dragons          |
|    | HV | David Setters        | 27 tháng 10, 2003 | 3    | 0   | Algoma University          |
|    | HV | Kart Talaroc         | 30 tháng 3, 2001  | 0    | 0   | Davao Aguilas              |
|    |    |                      |                   |      |     |                            |
|    | TV | Karl Absalon         | 17 tháng 10, 2003 | 0    | 0   | Far Eastern University     |
|    | TV | Dov Cariño           | 18 tháng 12, 2003 | 1    | 1   | CF Manila                  |
|    | TV | Dennis Chung         | 24 tháng 1, 2001  | 16   | 3   | Azkals Development Academy |
|    | TV | Justin Frias         | 24 tháng 7, 2004  | 2    | 0   | Azkals Development Academy |
|    | TV | Jacob Maniti         | 16 tháng 10, 2002 | 3    | 0   | Hobro II                   |
|    | TV | Harry Nuñez          | 16 tháng 12, 2004 | 1    | 0   | Tuloy                      |
|    | TV | Jacob Peña           | 27 tháng 11, 2002 | 7    | 0   | Stallion Laguna            |
|    | TV | Jared Peña           | 5 tháng 8, 2006   | 0    | 0   | Pilipinas Dragons          |
|    |    |                      |                   |      |     |                            |
|    | TĐ | Patrick Grogg        | 7 tháng 11, 2002  | 0    | 0   | CF Manila                  |
|    | TĐ | John Jalique         | 4 tháng 2, 2002   | 0    | 0   | Tuloy                      |
|    | TĐ | Selwyn Mamon         | 4 tháng 7, 2004   | 0    | 0   | Far Eastern University     |

### Lào
Huấn luyện viên:  Guglielmo Arena